# Anolis ruibali
Anolis ruibali (кабо-круський блідий аноліс) — вид ігуаноподібних ящірок родини анолісових (Dactyloidae). Ендемік Куби.

## Поширення і екологія
Кабо-круські бліді аноліси мешкають на півострові Кабо-Крус в провінції Гранма на півдні Куби, зокрема в Національному парку Десембарко-дель-Гранма. Вони живуть в прибережних і субприбережних мікрофільних вічнозелених лісах, трапляються у вторинних акацієвих заростях та на відкритих ділянках. Живляться комахами.

## Збереження
МСОП класифікує цей вид такий, що перебуває під загрозою зникнення. Anolis rubribarbus загрожує знищення природного середовища.